# Chart polski
Chart polski är en hundras som hör till gruppen vinthundar. Rasen kommer från Polen och kallas ibland även för polsk vinthund eller polsk greyhound, trots att den inte har något närmare släktskap med greyhound.

## Historia
Ursprunget till chart polski är okänt. Chart polski antas stå nära den ryska vinthundsrasen chortaj,[källa behövs] i närområdet finns även magyar agár. Första gången en polsk vinthund omnämndes i skrift var 1823. Aveln inleddes av systrarna Szmurlo, som var veterinärer, med fem individer 1975. Redan 1981 erkändes rasen av den polska kennelklubben och 1989 av den Fédération Cynologique Internationale (FCI).

## Egenskaper
Rasen är en naturlig jakthund, men fungerar även som sällskapshund. Rasen kan vara mycket bra vakthundar i hemmet och de skapar starka band med sin ägare. Mellan aktiv verksamhet, så är rasen en lugn och stillsam ras. De är lydiga och lätta att träna, men de kan vara envisa och behöver en stark fast hand. Detta är inte den bästa rasen för nyblivna hundägare. De behöver tidig social träning och ledning från sin ägare. Chart polski är mycket lämpade för hundsporten lure coursing.

## Utseende
Mankhöjen hos hanhund är cirka 70–80 centimeter och hos tiken cirka 68–75 centimeter.